# 泽林镇
泽林镇，是中华人民共和国湖北省鄂州市鄂城区下辖的一个乡镇级行政单位。

## 行政区划
泽林镇下辖以下地区：
铁矿社区、陈桥村、成海村、大山村、建新村、寿桥村、塔桥村、桐城村、涂桥村、团结村、翁垴村、兴桥村、杨方村、银山村、余山下村、泽林村、楼下村和碧石湖村。